# Asan (Catmandu)

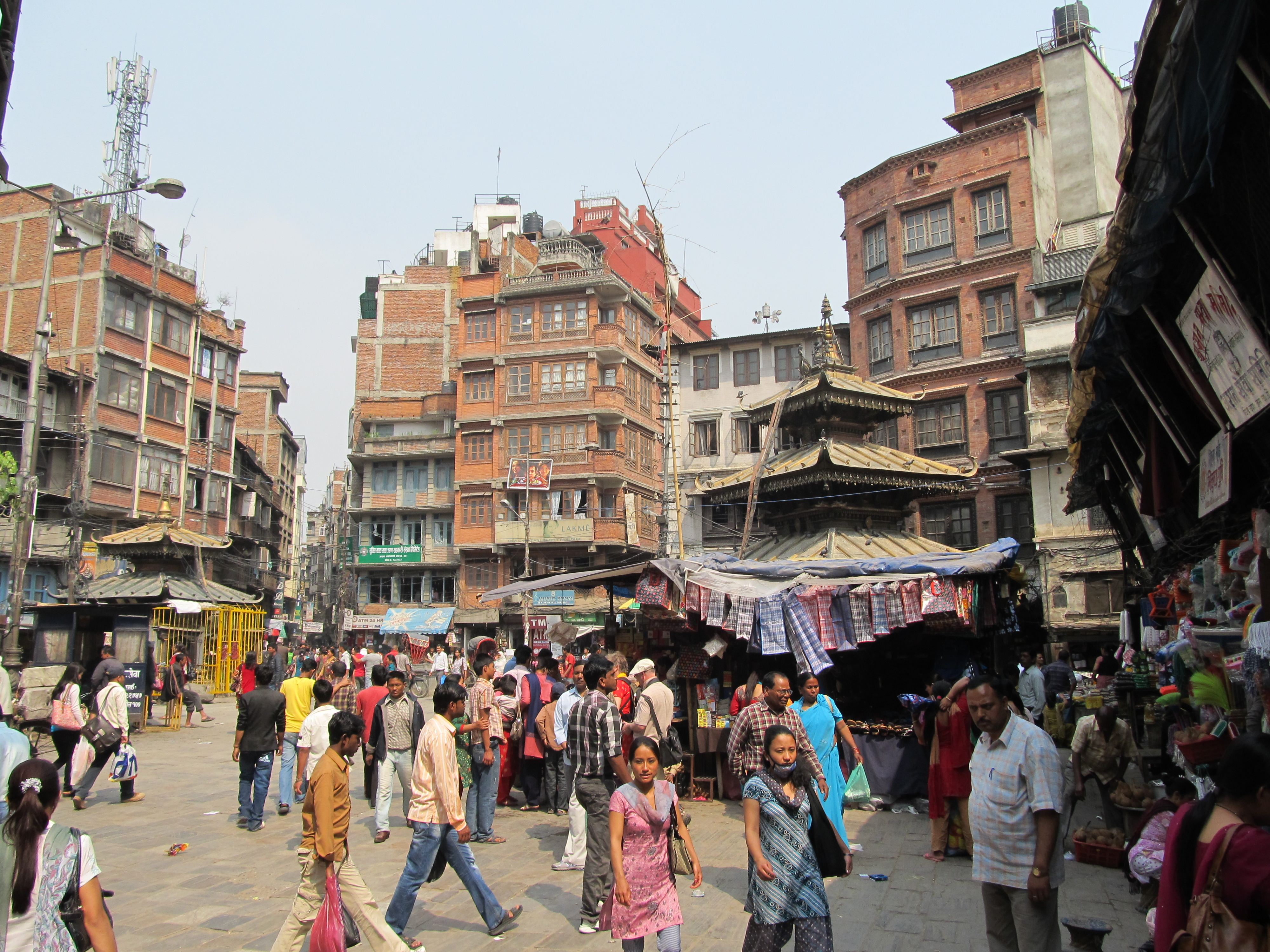
Vista da Praça Asan; o pagode à esquerda é o templo de e o da direita o de Ganexa

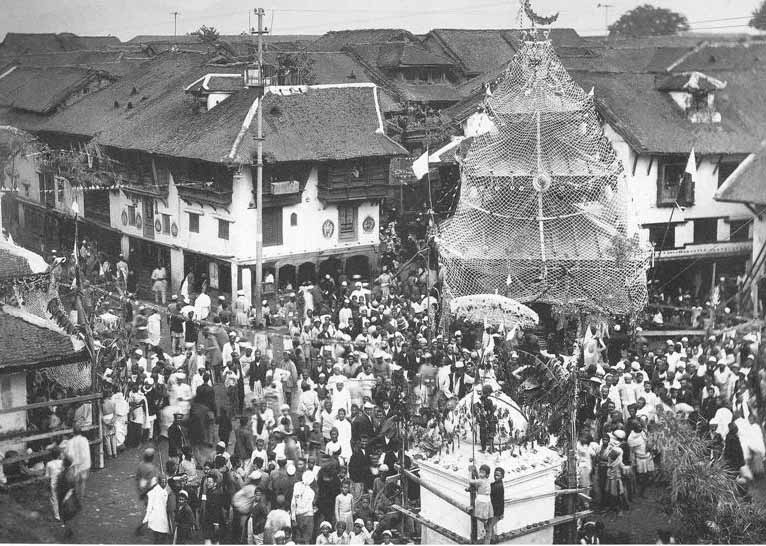
Asan Tole em 1920

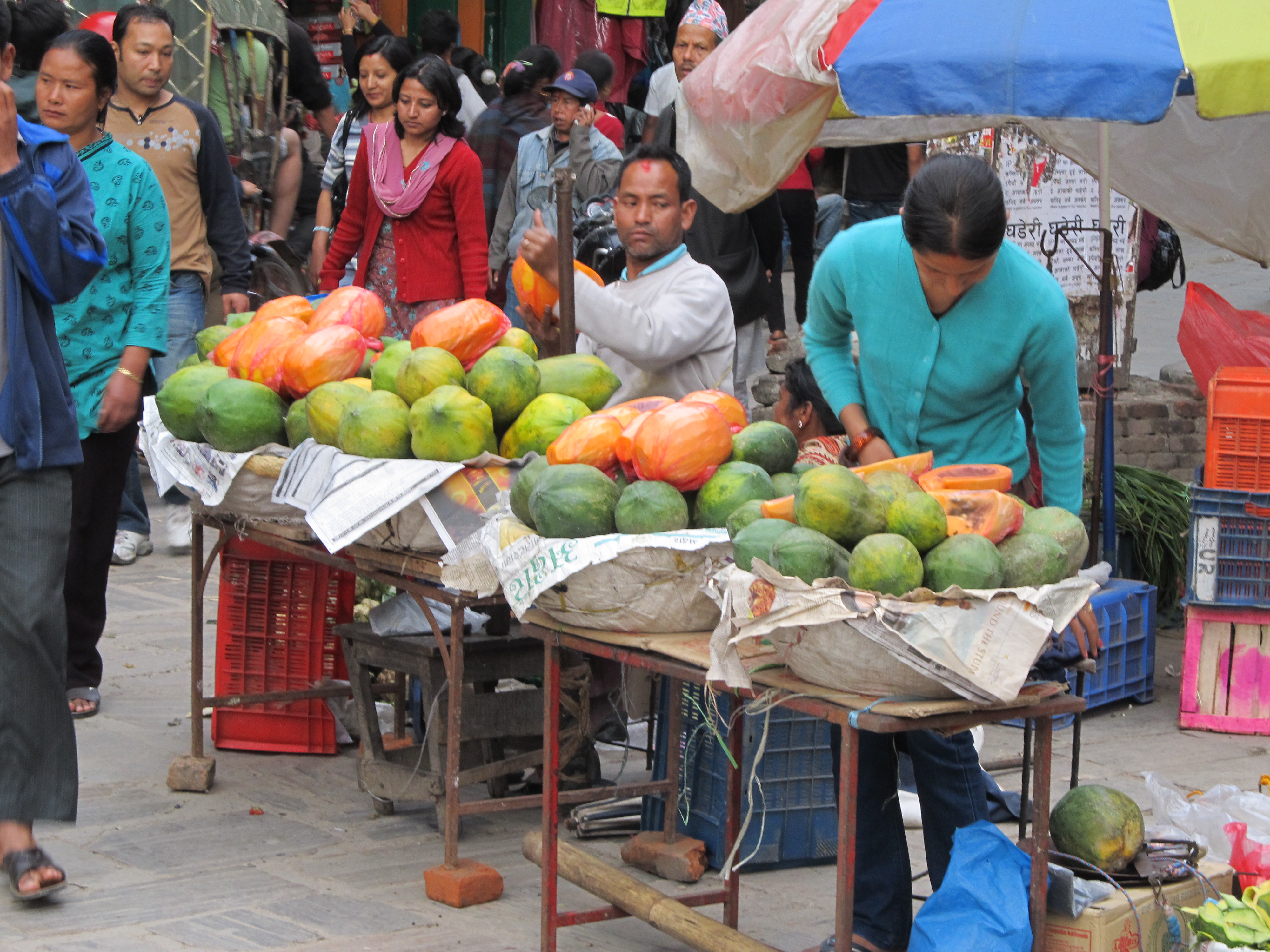
Mercado de rua em Asan

Asan Tole (em nepali: असन;  "Praça Asan"; em neuari: असं),  Asan Twāh (असं त्वाः) ou simplesmente Asan (असन टोल) ou Ason é uma praça cerimonial, de comércio e residencial de Catmandu, a capital do Nepal. É um dos locais históricos mais conhecidos da cidade e é famosa pelo seu bazaar (mercado), pelos vários festivais que ali se realizam e pela sua localização estratégica no centro da cidade. Asan é descrita como um dos melhores exemplos de um mercado tradicional neuari. A maioria dos residentes são neuaris das castas Tuladhar, Shrestha, Bajracharya e Shakya.
Na praça convergem seis ruas, o que contribui para que seja um local permanentemente muito movimentado. O bazar de Asan, que funciona desde o amanhecer até ao pôr do sol, atrai compradores de todas as partes de Catmandu, devido à enorme variedade das mercadorias que ali se vendem, que vão de comida, especiarias e têxteis até eletrónica, barras de ouro e prata ou caudas de iaque. Asan é também uma atração turística devido aos seu ambiente único e à arquitetura. Na praça há bancos, restaurantes e um posto de correios.
Asan faz parte de uma das duas rotas comerciais tradicionais, quase lendárias, entre a Índia e o Tibete que passam por Catmandu. Devido a isso, Asan é um dos principais locais de comércio desde tempos muito antigos. A rota comercial atravessa a cidade diagonalmente, passando pela Praça Darbar e dirigindo-se a nordeste, passando por Asan.
Foi numa casa de chá fumarenta de Asan que Cat Stevens escreveu os versos do refrão da sua célebre canção “Kathmandu”: «Kathmandu I’ll soon be seeing you, and your strange bewildering time will hold me down» ("Catmandu, ver-te-ei em breve, e o teu estranho tempo desconcertante vai tomar-me").

## Principais edificações
- Templo de Annapurna Ajimā (ou Asanmaru Ajimā; em nepali: असंमरु अजिमा) — Dedicado à deusa hindu da alimentação e abundância, avatar de Parvati e padroeira do bairro, situa-se no canto sudeste da praça. A deusa é representada por uma grande purana (tigela) de prata cheia de cereais conhecida como kalash. O templo, em forma de pagode nepalês, tem três andares (ou telhados). Principalmente nos domingos, muitos locais circulam em volta do santuário, tocam com uma moeda nas suas cabeças e tocam o sino quando estão debaixo dele.[3]

- Templo de Ganexa (ou Ganedya; em nepali: गनेद्य) — Situa-se no lado norte da praça e é revestido de azulejos.[3] Foi renovado em 1928, quando foram substituídos os dois tetos. Ganexa é objeto de muita devoção pelos neuaris e todas as casas tradicionais neuaris têm um pequeno santuário desse deus.[carece de fontes?]

- Nyālon (न्यालोहं, "peixe de pedra") — É uma escultura de pedra representando um peixe colocada num pedestal no centro da praça. Marca o local onde um peixe caiu do céu e está relacionado com a lenda da fundação de Asan.[carece de fontes?]

- Templo de Narayana — Pequeno templo situado no lado noroeste da praça, perto do centro da praça. Junto a ele concentram-se lojas de especiarias.[3]

- Yita Chapā ou Yita Chapal (यिता चपा; "pavilhão sul") — É um edifício comprido situado no lado sul da praça. Tem várias salas-santuário e uma sala de hinos onde gente local se reúne para cantar hinos. No passado foi usado para festivais de dança; a plataforma de dança ainda é visível debaixo de vários barracas de venda.[3]

- Asan Dabu —  Plataforma de pedra onde se realizam danças sagradas e espetáculos musicais durante festivais. Noutras alturas do ano é ocupada por lojas.[carece de fontes?]

Nas ruas e ruelas que radiam da praça há santuários e bahals (pátios) "sagrados". Os pátios de Takse Bāhā, Kwathu Bāhā, Hāku Bāhā, Dhālāsikwa Bāhā, Dagu Bāhā, Asan Bāhā and Hwakhā Bāhā situam-se nas proximidades de Asan. Cada um deles tem uma casa-santuário decorada, com uma imagem de Buda, e várias estupas.
|  |  |  |

## Festivais
Asan é um centro cultural e religioso e serve de palco para várias festividades e procissões religiosas:

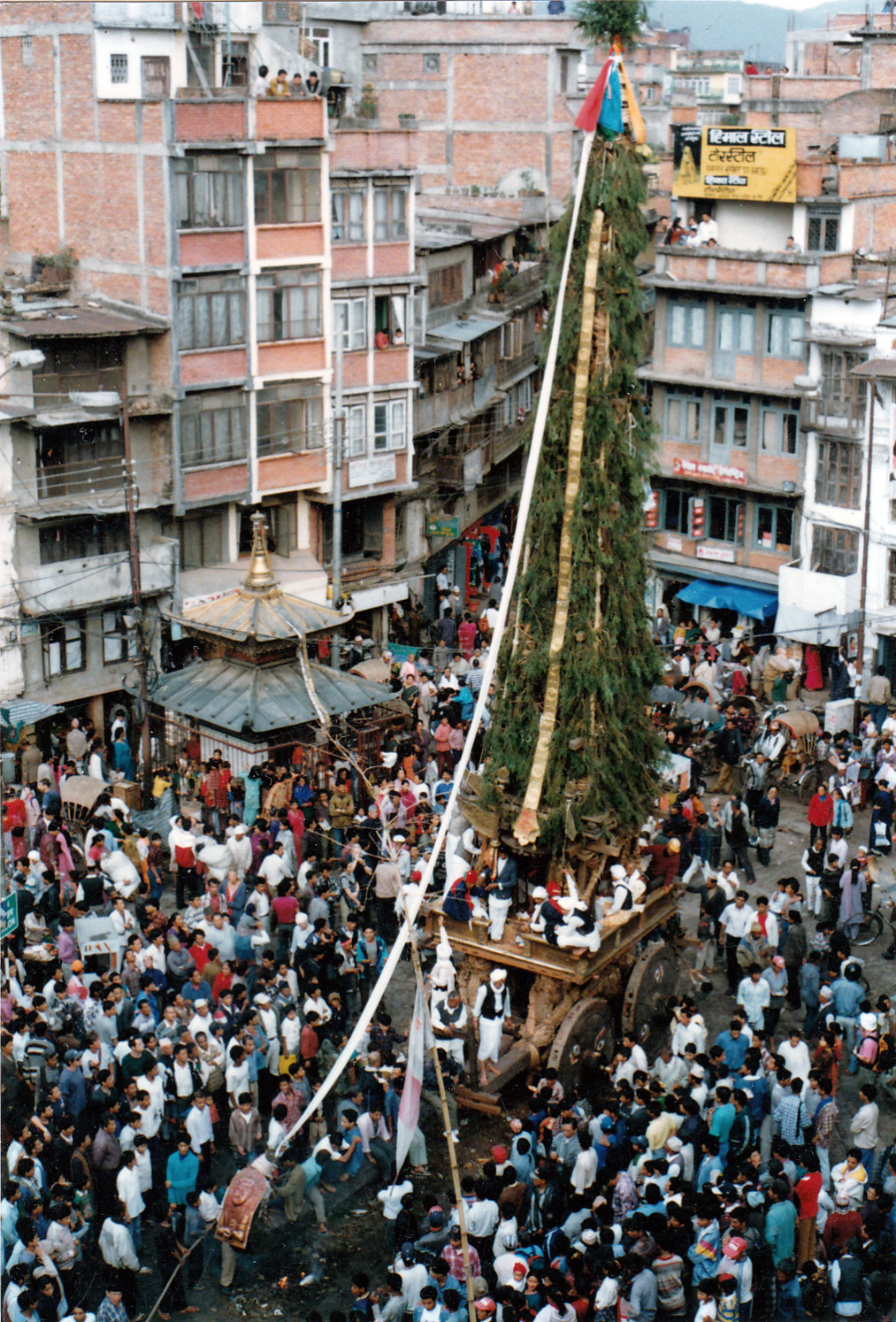
A procissão do Jana Baha Dyah Jatra em Asan

- Dyah Lwākegu (द्य: ल्वाकेगु) — é um dos festivais mais importantes realizados em Asan. Três santuários portáteis (andores) contendo as imagens de deusas de Wotu, Tebahal e Kanga são levadas para Asan para uma celebração. Tem lugar no segundo dia do festival Pahan Charhe (पाहां चह्रे), em março ou abril.[carece de fontes?]

- Jana Baha Dyah Jatra (जनबहाः द्यः जात्रा) — é um festival de "carro cerimonial" dedicado a Seto Machindranath (ou Karunamaya, Jamaleswor ou "Machindranath Branco"; Avalokiteshvara,[7][8] o bodisatva da compaixão para os budistas), uma divindade adorada tanto por budistas como hindus, também conhecida como Jana Baha Dyah. O carro vem de Jamal, na Durbar Marg, e é carregado com um enorme santuário portátil, onde é colocada a imagem sagrada de Jana Baha Dyah, guardada no templo de Jana Baha, próximo de Asan e fica uma noite em Asan, seguindo depois para a Praça Darbar. Os devotos acendem lâmpadas de manteira em toda a praça em homenagem à divindade. O festival ocorre em finais de março ou abril.[carece de fontes?]

- Kumari Jatra — também conhecido por Thaneyā (थनेया), faz parte do Yenya (ou Indra Jatra, sem bem que por vezes se faça a distinção entre o Yenya e o Indra Jatra, considerando-se este último uma das partes do Yenya). O Yenya é o maior festival de Catmandu e realiza-se em setembro. O Kumari Jatra é uma procissão de três carros com a representação humana de Ganexa, Bhairava e Kumari, que no segundo dia passa por Asan.[carece de fontes?]

## Sociedades musicais
Há pelo menos duas sociedades musicais importantes em Asan: a Asan Bājan Khala (em neuari: असं बाजं खल:) e a Annapurna Gyānmala Bhajan Khala. A primeira toca música devocional em Asan durante os festivais e os seus membros fazem peregrinações diárias ao grande templo de Swayambhunath de manhã cedo tocando música Gunla Bajan (um estilo musical neuari) durante o mês sagrado de Gunla (aproximadamente em agosto). A Annapurna Gyānmala Bhajan Khala é uma sociedade de cantores de hinos.[carece de fontes?]